# Henry S. Neal

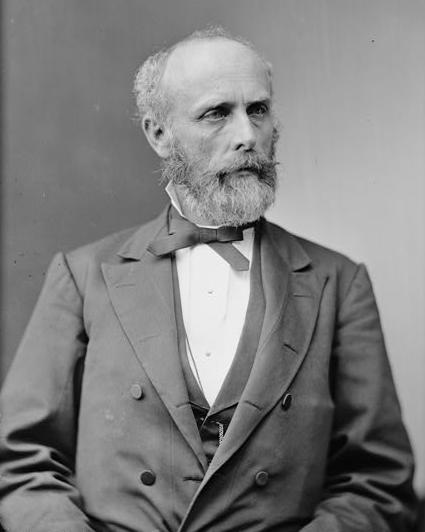
Henry S. Neal

Henry Safford Neal (* 25. August 1828 in Gallipolis, Ohio; † 13. Juli 1906 in Ironton, Ohio) war ein US-amerikanischer Politiker. Zwischen 1877 und 1883 vertrat er den Bundesstaat Ohio im US-Repräsentantenhaus.

## Werdegang
Henry Neal besuchte die öffentlichen Schulen seiner Heimat und danach bis 1847 das Marietta College. Nach einem anschließenden Jurastudium und seiner 1851 erfolgten Zulassung als Rechtsanwalt begann er in Ironton in diesem Beruf zu arbeiten. Um das Jahr 1851 war er auch Staatsanwalt im dortigen Lawrence County. Politisch schloss er sich der 1854 gegründeten Republikanischen Partei an. Zwischen 1861 und 1863 saß er im Senat von Ohio. Im Jahr 1869 wurde er zum amerikanischen Konsul in Lissabon (Portugal) ernannt. Nach dem Rücktritt des dortigen Gesandten übte er zwischen Dezember 1869 und Juli 1870 die Funktion eines Geschäftsträgers aus. Anschließend kehrte er nach Ohio zurück. Im Jahr 1873 war er Delegierter auf einem Verfassungskonvent seines Staates.
Bei den Kongresswahlen des Jahres 1876 wurde Neal im elften Wahlbezirk von Ohio in das US-Repräsentantenhaus in Washington, D.C. gewählt, wo er am 4. März 1877 die Nachfolge von John L. Vance antrat. Nach zwei Wiederwahlen konnte er bis zum 3. März 1883 drei Legislaturperioden im Kongress absolvieren. Zwischen 1879 und 1881 vertrat er dort den zwölften Distrikt seines Staates, ehe er wieder in den elften Bezirk zurückkehrte. Seit 1881 leitete er den Ausschuss zur Verwaltung des Bundesbezirks District of Columbia. Im Jahr 1882 verzichtete er auf eine erneute Kandidatur.
Nach dem Ende seiner Zeit im US-Repräsentantenhaus praktizierte Henry Neal wieder als Anwalt in Ironton. In den Jahren 1884 und 1885 war er als Jurist für das US-Finanzministerium tätig (Solicitor of the Treasury). Danach setzte er seine Anwaltstätigkeit fort. Er starb am 13. Juli 1906 in Ironton, wo er auch beigesetzt wurde.